# Litošická
Litošická je ulice v Hloubětíně na Praze 14, která spojuje ulici Hloubětínskou a
a Hostavickou. Protíná ji ulice V Chaloupkách. Má přibližný půlkruhový tvar a její nadmořská výška stoupá k vrchu Lehovec (kdysi Hlohovec) asi o 20 metrů.
Nazvána je podle obce Litošice, která leží nedaleko Přelouče v Pardubickém kraji. Ulice vznikla a byla pojmenována v roce 1931.
Zástavbu tvoří rodinné domy se zahradami.